# Німа Юшідж
Алі Есфандіярі (перс. علی اسفندیاری), відомий під псевдонімом Німа Юшідж (перс. نیما یوشیج), (нар. 12 листопада 1895 в селі Юш, остан Мазендеран  пом. 6 січня 1960 в Шемірані, остан Тегеран) — сучасний іранський поет, якого називають батьком нової іранської поезії. З нього починаються всі основні течії сучасної іранської поезії. Батько сучасної перської поезії. Багато хто з поетів і критиків вважає його послідовником символістів.

## Життєпис
Батько його, на ім'я Ебрахімхан Езамальсольтане, який походив із давньої родини Мазендеранців, займався сільським гісподарством. Він навчив Німу їздити верхи на коні та стріляти з лука. Німа до дванадцяти років жив у себе в селі на лоні природи.
У 12 років переїхав із родиною до Тегерана, де вступив до мадресе Алі Сен Лаваї. В мадресе брав приклад з інших дітей і, за словами самого Німи, часто прогулював заняття.
Але один з його вчителів, Незам Вафа, зумів пробудити в ньому інтерес до читання віршів. Тоді ж Німа вивчив французьку мову і почав читати вірші в стилі Хорасані.
Після закінчення навчання працював у Міністерстві економічних відносин і фінансів. Але ця робота була йому не до душі й через деякий час він її полишив.
1300 року сонячної хіджри Алі Есфандіярі змінив своє їм'я на Німа Юшідж. Німа було ім'ям одного з представників табаристанської династії Баванді і означає "велика допомога". Цим ім'ям він підписував власні вірші.